# Собор Паризької Богоматері
Собо́р Пари́зької Богома́тері (Нотр-Дам-де-Парі) (фр. Notre Dame de Paris) — собор у Парижі (Франція), присвячений Діві Марії, матері Ісуса Христа, кафедральний храм Паризької архідіоцезії. Один з найпрекрасніших витворів готичного мистецтва. Стоїть на острові Сіте, на місці першої християнської церкви Парижа, базиліки Святого Стефана. Ця церква була побудована на місці галло-римського храму Юпітерові, що стояв тут за часів римської влади. Собор є п'ятинефною базилікою. Висота будівлі становить 35 м, довжина — 130 м, ширина — 48 м. Висота дзвіниць — 69 м, вага дзвона Емануель у східній вежі — 15 тонн. 
У соборі вбачається подвійність стилістичних впливів: з одного боку, присутні відгомони романського стилю Нормандії з властивою йому могутньою і щільною єдністю, а з другого — використання новаторських архітектурних досягнень готичного стилю, який додає будівлі легкості й створює враження простоти вертикальної конструкції і вагової опори будови (хоч він є каркасом опори будови, видно його лише ззовні).
15 квітня 2019 року в Нотр-Дам-де-Парі сталася сильна пожежа. 7 грудня 2024 року відновлений собор було відкрито.

## Історія
Собор був спланований у ХІІ ст. Морісом де Сюллі. У 1163 році, під час правління короля Франції Людовика VII, було закладено перший камінь фундаменту, але розділяється думка про те хто саме — єпископ Моріс де Сюллі або Папа Олександр III його заклав. Будівництво тривало понад сто років. За задумами, він мав приймати всіх мешканців тогочасного Парижа (10 000 осіб), але за час будівництва кількість мешканців міста збільшилось у декілька разів.
Будівництво західного фасаду з його видатними двома баштами почалося приблизно у 1200 році, перш ніж було закінчено центральний неф — прохід до вівтаря. За період будівництва змінилося багато архітекторів, про що свідчать стилі, що відрізняються один від одного, а також різна висота західної сторони і веж. Вежі були закінчені в 1245 році, а весь собор — у 1345 році.
У часи Людовіка XIV, наприкінці XVII століття собор пережив серйозні зміни: могили і вітражі були зруйновані. Під час французької революції в кінці XVIII століття багато що зі скарбів собору було зруйновано або вкрадено, проте великі дзвони собору уникнули долі бути перелитими на метал; сам собор використовувався як продовольчий склад.
Реставрація була почата в 1841 році під керівництвом архітектора Ежена Віоле-ле-Дюка (1814—1879). Цей талановитий паризький архітектор-реставратор також займався реставрацією Лаонського і Ам'єнського соборів, фортеці Каркассон на півдні Франції і готичної церкви Сент-Шапель. Відновлення тривало 23 роки і включало будівництво шпилю. Однією з його ідей була і галерея химер.
Собор був місцем суспільного життя міста. Його оточували численні лавки та ятки, де продавали різноманітні товари. Купці тут укладали угоди, а світські дами приходили похизуватись своїм вбранням. Також тут обмінювались новинами та плітками. Тут влаштовували танці та карнавали, грали у м'яч. Під час небезпеки в соборі знаходили притулок мешканці сусідніх селищ не тільки зі своїми пожитками, а навіть і з худобою. Також в соборі професори читали лекції своїм студентам, роблячи перерву для богослужінь.
Святині
У Соборі Паризької Богоматері зберігаються наступні святині: Терновий вінець Ісуса Христа, який згідно з Євангеліями, був покладений на Його голову римськими воїнами під час наруги над Ним; найбільша з відомих частин Чесного та Животворного Хреста, на якому Ісуса було розіп'ято; а також один із цвяхів, якими Його прибивали до Хреста. Крім того, в Соборі зберігається туніка короля Людовика IX Святого (вважається, що саме в цій туніці (і босоніж) Людовик зустрічав Терновий вінець).

### Пожежа 15 квітня 2019 року
15 квітня 2019 року о 18:50 за середньоєвропейським часом у соборі почалася масштабна пожежа, унаслідок якої стався обвал шпиля та даху споруди. Пожежу було локалізовано вранці 16 квітня.

## Західний фасад
Будівництво західного фасаду собору розпочалося близько 1200 року і завершилося спорудженням спочатку Північної вежі в 1240, а потім й Південної в 1250 роках. Ширина фасаду становить 41 метр, висота до основи башт — 43, до їхніх верхівок — 63 метри.
Посередині фасаду, над галереєю королів, знаходиться круглий вітраж Велика троянда, створена в 50-х роках XIII століття, діаметром 9,6 метри. Створена 1225 року, троянда знаходиться за статуєю Діви Марії з малим Ісусом, з обох боків котрої знаходяться статуї Адама і Єви, що символізують первородний гріх. Ця скульптурна композиція була відновлена в XIX столітті архітектором Віолле-ле-Дюком.
Попід болюстрадою знаходиться галерея королів — 28 статуй, що зображають царів Юдеї. Встановлені в XIII столітті, статуї правителів Юдеї стали уособлювати правителів Франції, тому під час Французької революції 1789 року ці статуї були знищені революціонерами, як символ монархії та деспотизму.
У 1847 році, коли архітектори Віолле-ле-Дюк та Лассюс взялися за відновлення собору, в галереї не залишилося жодної статуї. Сучасні статуї були створені майстернею Жофруа-Дешома. У 1977 році в ході ремонтних робіт на вулиці Шосе-д'Антен робітниками було знайдено 143 фрагменти старовинних статуй царів, які нині експонуються в музеї Клюні.

### Портали
Під галереєю королів знаходяться три портали. Центральний портал Страшного суду є найвищим з-поміж трьох інших. Лівий портал присвячений Богородиці, правий — святій Анні. На порталах містяться зображення великої кількості всіляких персонажів. У нішах між порталами встановлені статуї, відновлені в XIX столітті Віолле-ле-Дюком. Справа від порталу святої Анни в ніші розміщена статуя диякона святого Стефана (фр. Saint Étienne), зліва від порталу Богородиці — статуя єпископа Діонісія Паризького (фр. Saint Denis). Справа та зліва від порталу Страшного Суду знаходяться алегоричні статуї Синагоги та Церкви відповідно.

#### Портал святої Анни

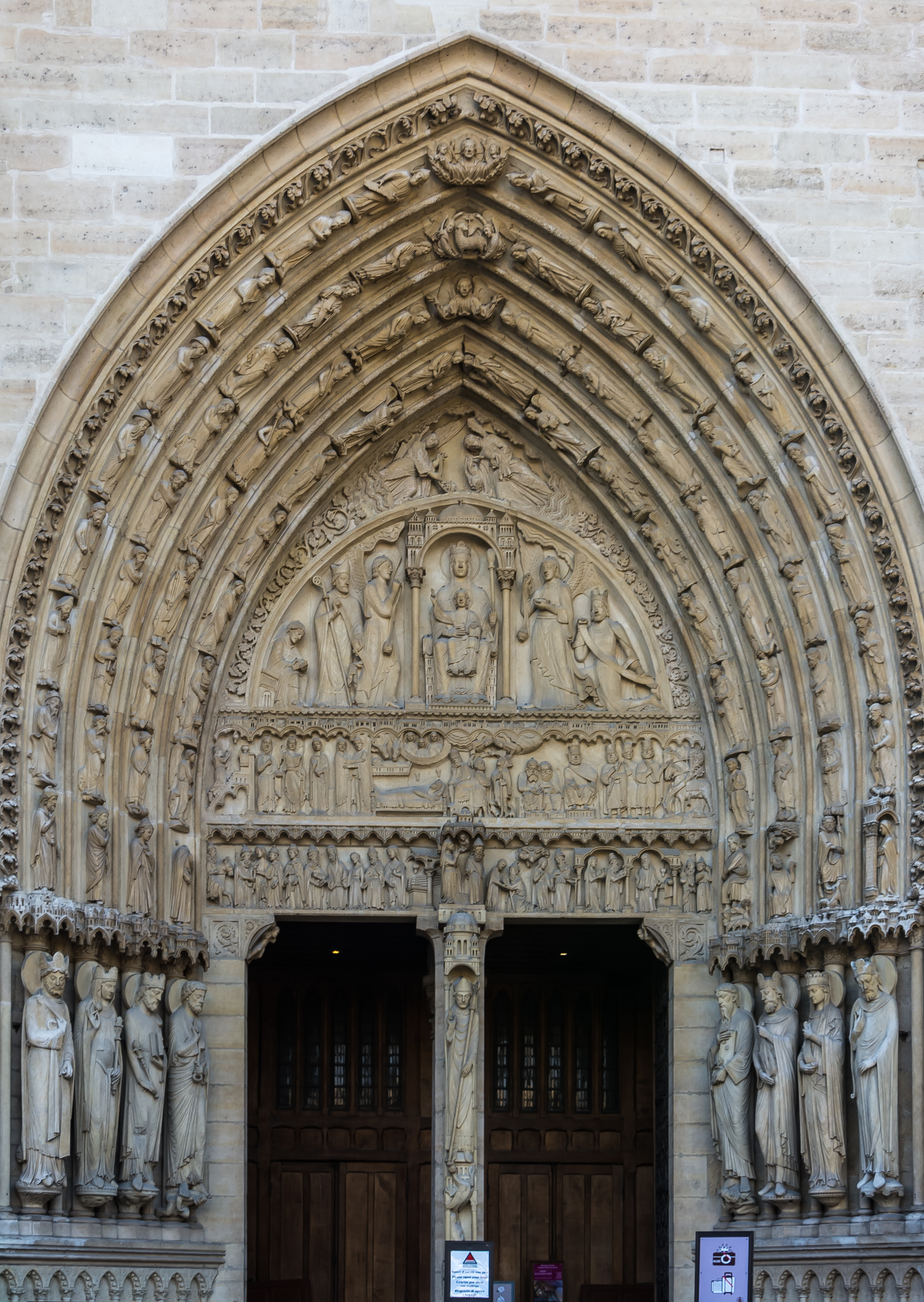
Портал святої Анни

Портал святої Анни є найстаршим з трьох порталів Нотр-Даму, він споруджувався в 20-х роках XIII століття. Тимпан порталу відтворює попередній портал, створений на 50 років раніше для Церкви святого Стефана.
Портал створено з дотриманням вимог романського стилю. У його центрі знаходиться скульптура Діви Марії на троні зі скіпетром. На її колінах сидить маленький Ісус, який однією рукою благословляє усіх християн, а іншою тримає Книгу Закону. З обох боків від трону знаходяться скульптурні зображення янголів, та скульптури Єпископа Парижа та його скарбника зліва та короля Франції справа. Жодна з осіб не може бути достеменно ідентифікована, проте вважається що єпископом є святий Жермен Осерський, а королем — Гільдеберт I. Над тимпаном на згині арки розміщено скульптурну композицію Царства Небесного (янголів, царів, пророків та вершників апокаліпсису), що співають на славу Господа. Нижче тимпана на двох фризах розміщено сцени одруження Йоакима з Анною та Йосипа з Марією.
З обох боків від воріт розміщено 9 статуй на повний зріст, відновлених у XIX столітті після їх зруйнування у 1793. Ліворуч від воріт розміщено статуї царя та цариці Сабейського царства, цар Соломон та святий Петро. Праворуч — святий Павло, цар Давид, Вирсавія та невідомий цар, посередині — святий Марсель Паризький, що був єпископом Парижа у V столітті.

#### Портал Страшного Суду

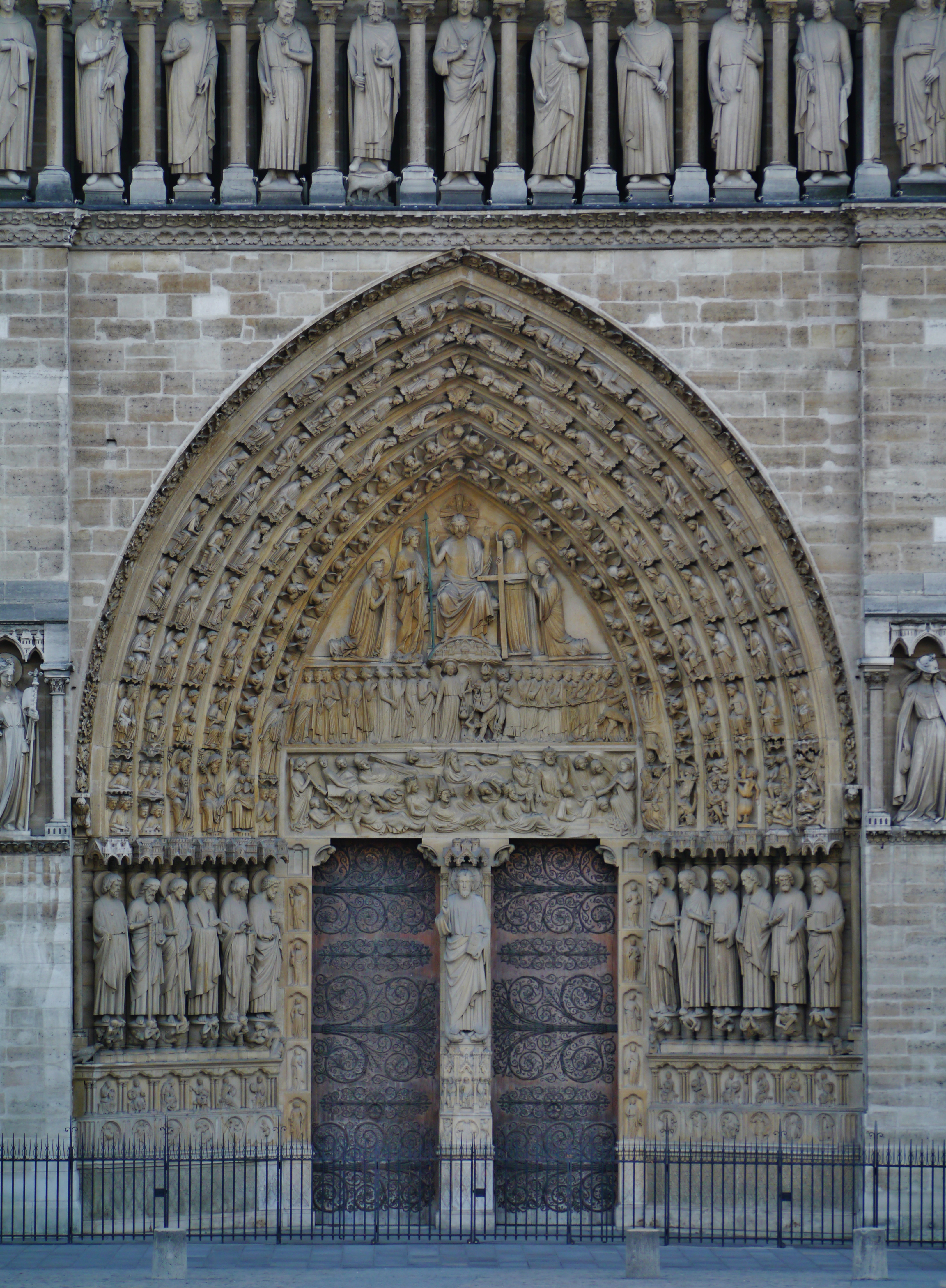
Портал Страшного Суду

Портал Страшного Суду є наймолодшим з-поміж всіх трьох порталів Собору Паризької Богоматері, він створювався впродовж 1220–1230-х років. Портал відтворює сцену Страшного Суду, що описана в Євангелії від Матвія.
На нижньому рівні зображено сцену воскресіння мертвих. На наступному рівні розміщено скульптурне зображення архангела Михаїла, який тримає ваги. На вагах архангел зважує душі померлих та визначає, кого з них направити до раю (ліворуч), а кого до пекла (праворуч). На верхньому рівні зображено Христа, що сидить на троні. Спаситель підіймає свої руки вгору, демонструючи рани на долонях та на боках, обабіч нього стоять янголи, що тримають в руках символи віри: янгол зліва — спис, янгол справа — хрест. Скульптурна композиція довершується фігурами Івана Богослова ліворуч та Діви Марії праворуч, що стоять навколішки перед Спасителем.
У 1771 році архітектор Жак-Жермен Суффло на замовлення архієпископа та Капітули прибрав стовп, що підтримував портал. У 1792 році революціонери зруйнували портал, який був відновлений лише в XIX столітті.
З обох боків воріт розміщено 13 скульптур апостолів у повний зріст. З лівого боку скульптури Варфоломія, Симона, Якова Молодшого, Івана, Андрія та Петра, з правого боку — скульптури Павла, Якова Старшого, Хоми, Пилипа, Юди та Маттія. Посередині розміщено статую Ісуса. Під статуями апостолів знаходяться картини, що символізують чесноти та пороки, які їм протидіють. Подібна тема зображена на вітражі Південна троянда.

#### Портал Діви Марії

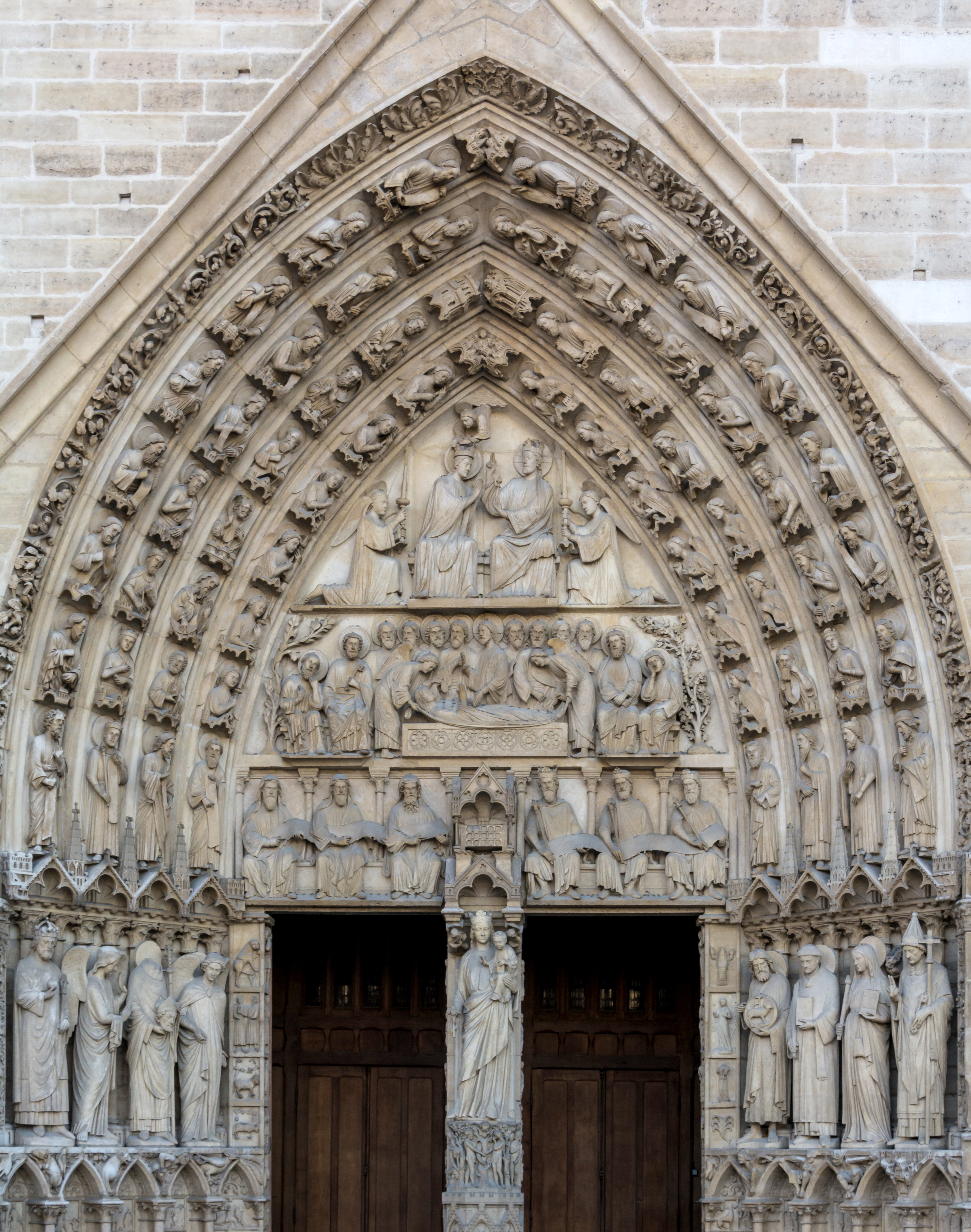
Портал Діви Марії

Портал Діви Марії було створено в 1210–1220-х роках після спорудження порталу святої Анни. Портал, відповідно до церковних традицій, відтворює смерть Діви Марії та її потрапляння до раю, де вона стає королевою Неба.
На нижньому рівні порталу ліворуч зображено трьох пророків, праворуч — трьох царів Старого Завіту, які тримають звитки, що вказують на виконання обіцянки Богом: послання Христа на землю задля спасіння людства.
На середньому рівні розміщено сцену смерті Богородиці в оточенні Христа та Апостолів. Біля Богородиці знаходяться два янголи, які відносять матір Божу до раю.
На верхньому рівні показано Богородицю в раю, яка засідає на троні. Марію коронує янгол та благословляє Ісус. Богородиця стає Царицею Небесною перед усім Небесним судом, що складається з янголів, патріархів, царів та пророків, скульптури яких розміщені на чотирьох послідовних арках.
З обох боків воріт розміщено 9 статую в повний зріст, що були відновлені в XIX столітті після знищення революціонерами в 1793 році. Ліворуч від воріт знаходяться статуї імператора Костянтина, янгола, святого Дені та знову янгола, праворуч від воріт — святий Іван Хреститель, святий Етьєн, свята Женев'єва та Папа Римський Святий Сильвестр, на опорі, що підтримує тимпан, розташована статуя Діви Марії з маленьким Ісусом.

## Вітражі

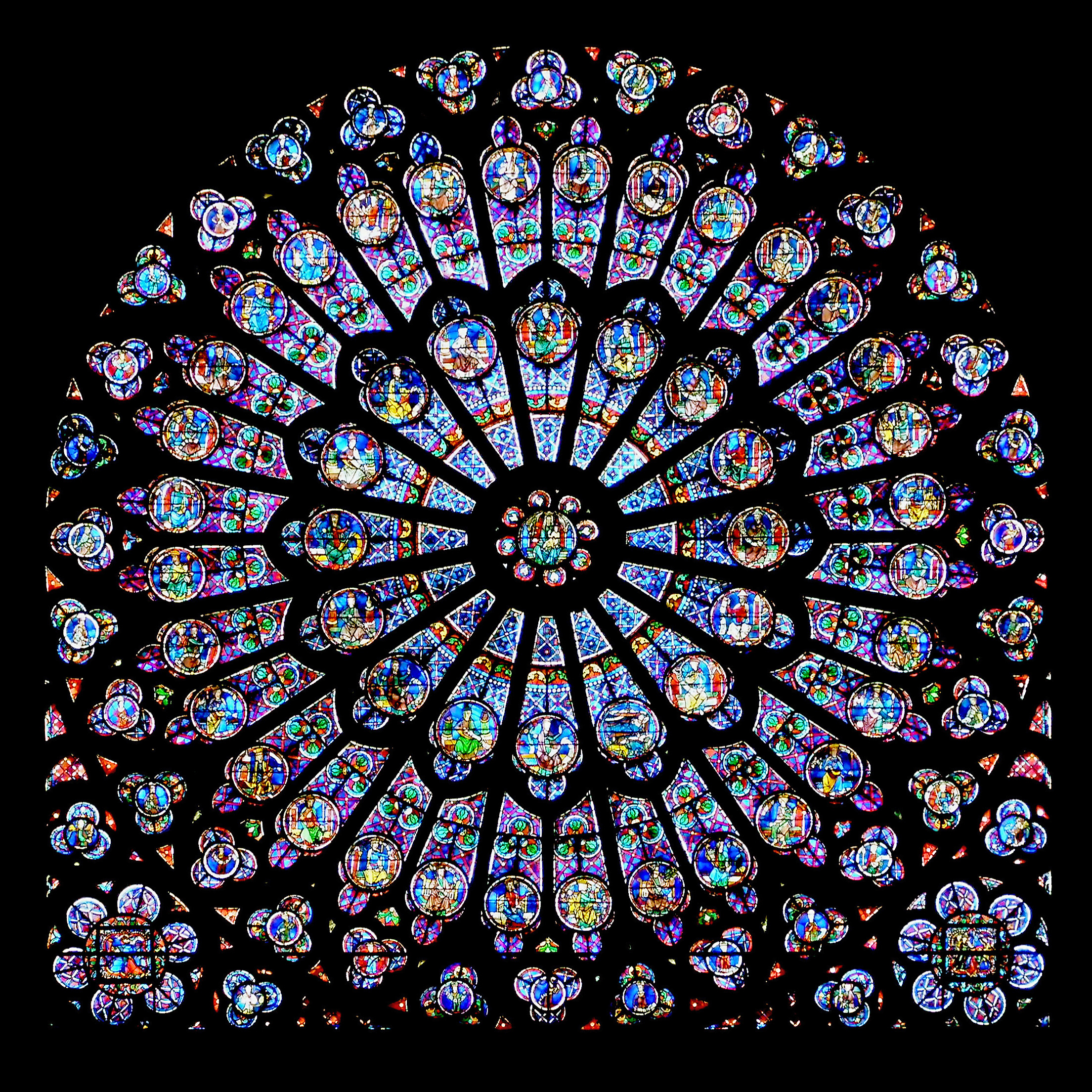
Північна троянда
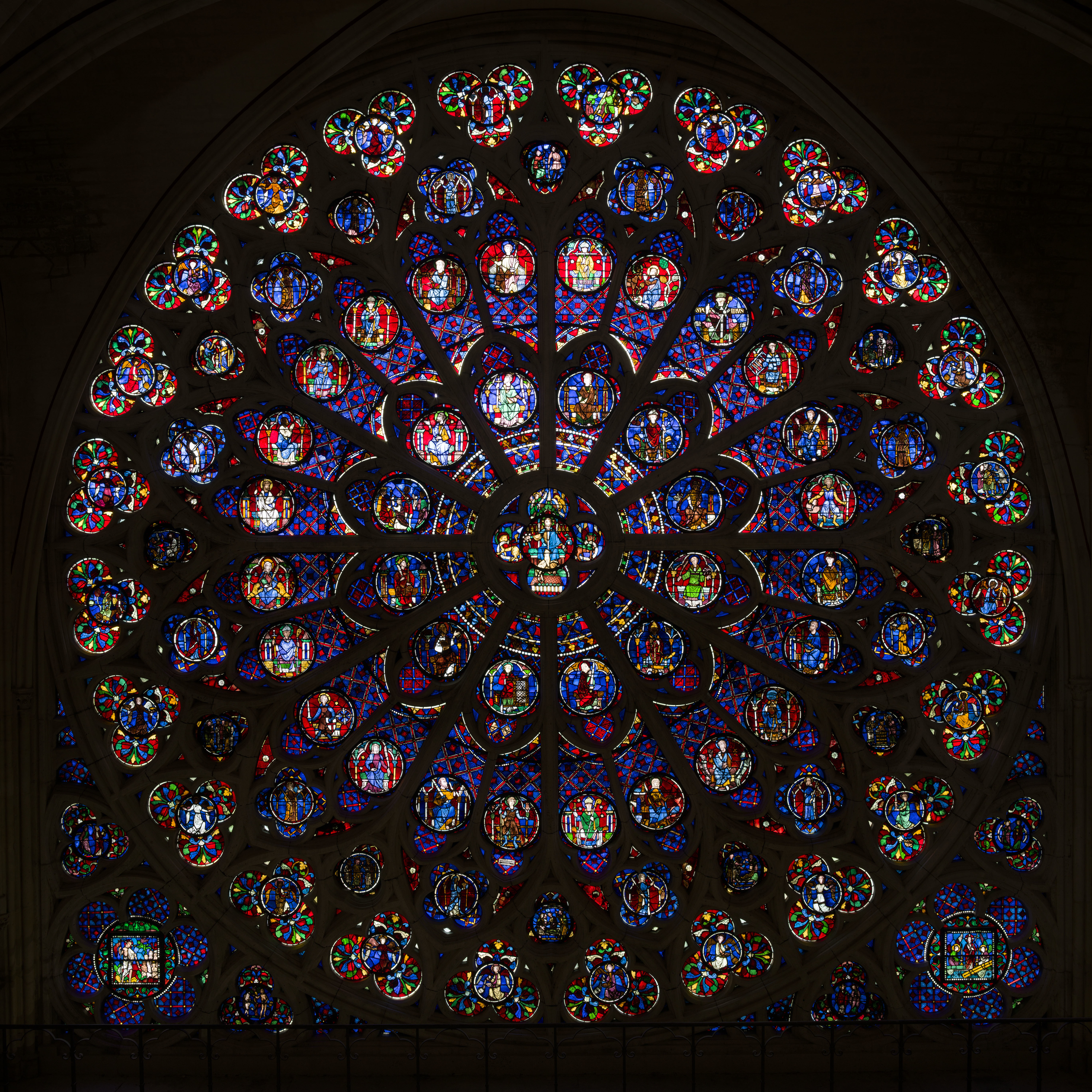
Південна троянда
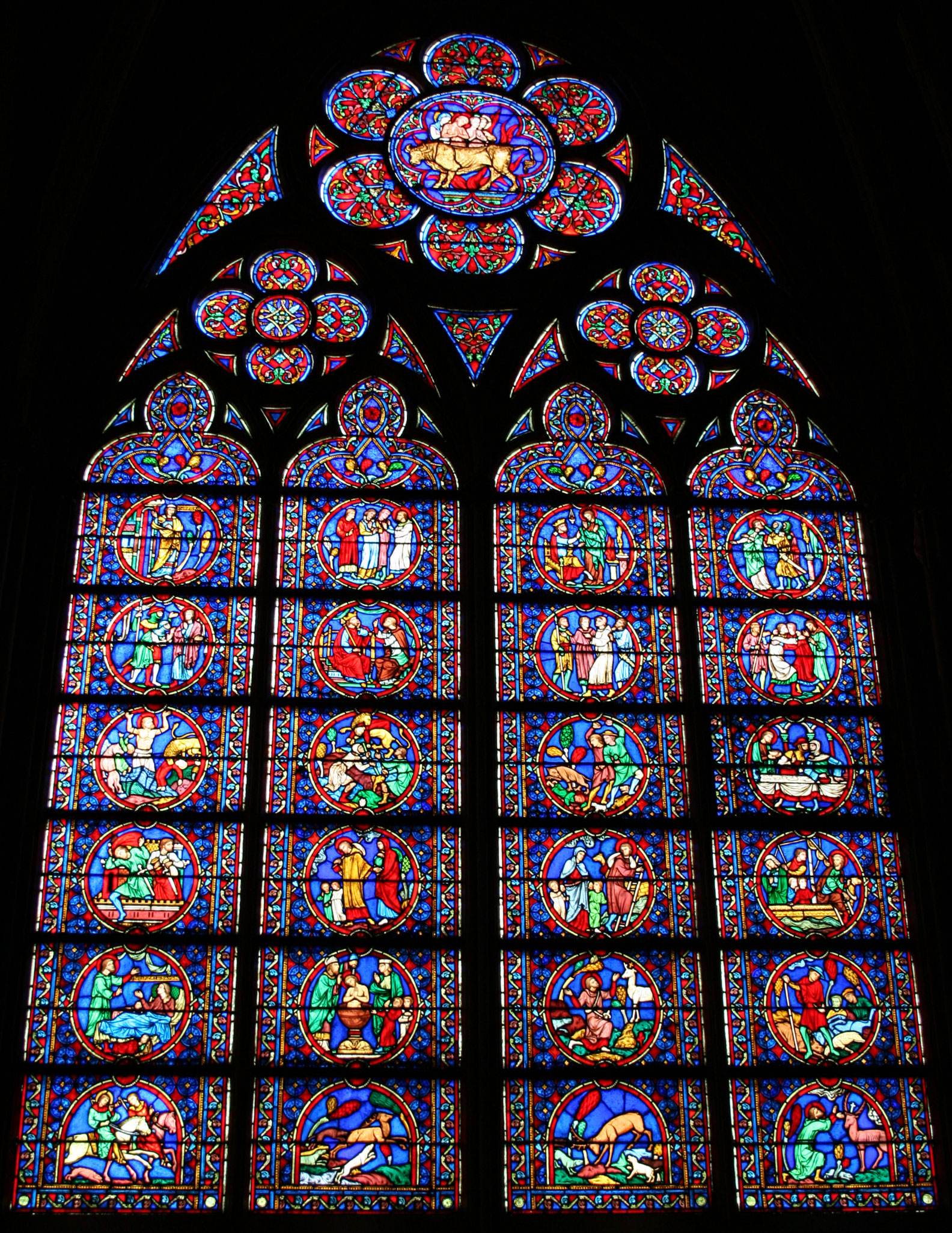
Вітраж у каплиці Сен-Жорж

### Південна троянда
Південна Троянда була створена за часів правління короля Людовика IX, автором вітражу був спочатку Жан де Шель, потім П'єр де Монтро. Троянда була завершена 1260 року, її діаметр становить 12,9 метри, а з урахуванням вікон, що під нею, її висота становить близько 19 метрів. Тема Рози присвячена Новому Заповіту.
Вітраж складається з 84 сцен, розподілених на чотири кола.

### Північна троянда
На відміну від південної троянди, північна троянда зберегла свої оригінальні вітражі XIII століття майже недоторканими. Троянда була завершена 1255 року, її діаметр становить 12,9 метри. Центральну частину вітражу займає Діва Марія. Навколо неї розміщені судді, царі, первосвященики і пророки Старого Заповіту.

## Галерея

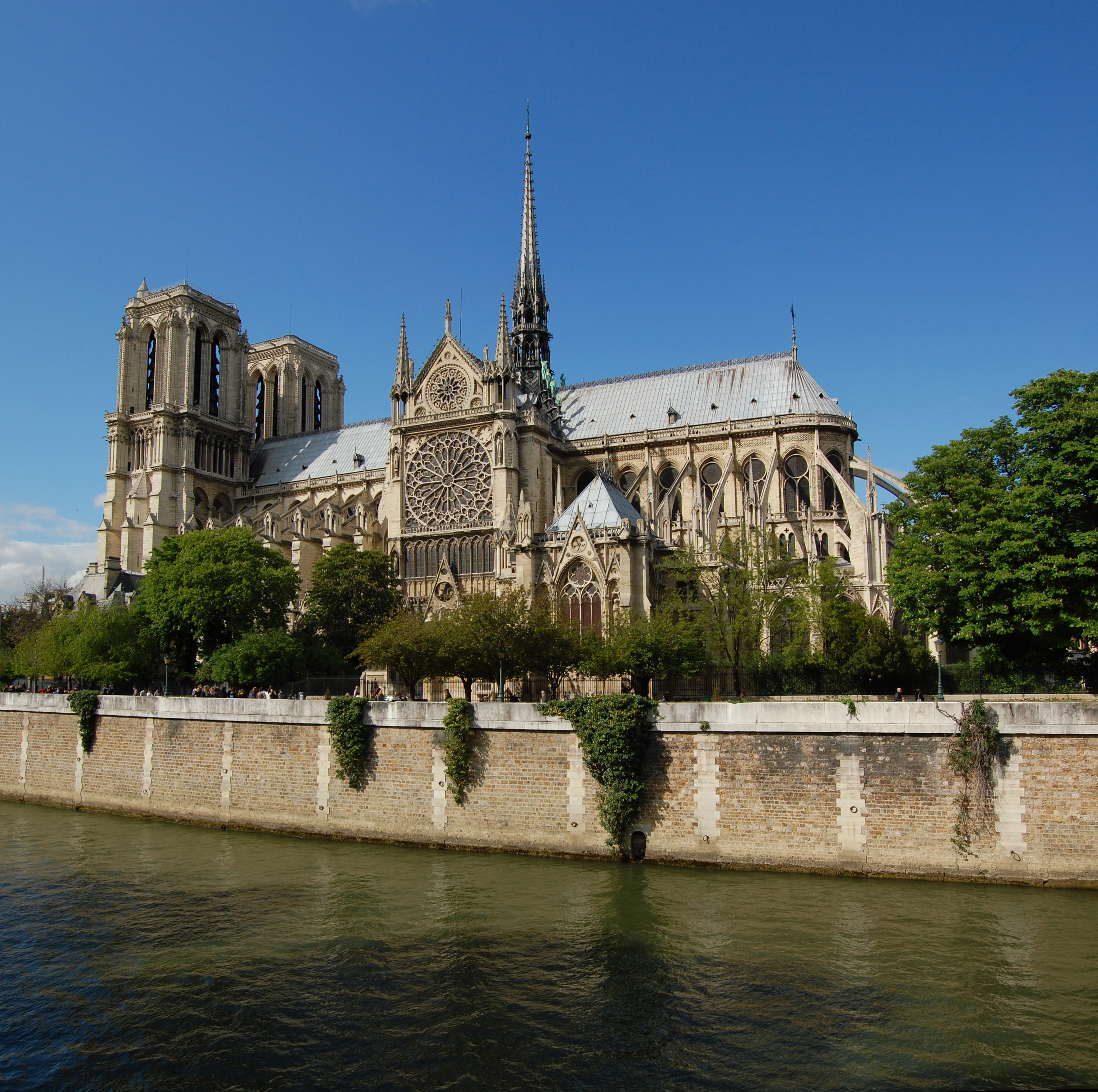
Вид з півдня
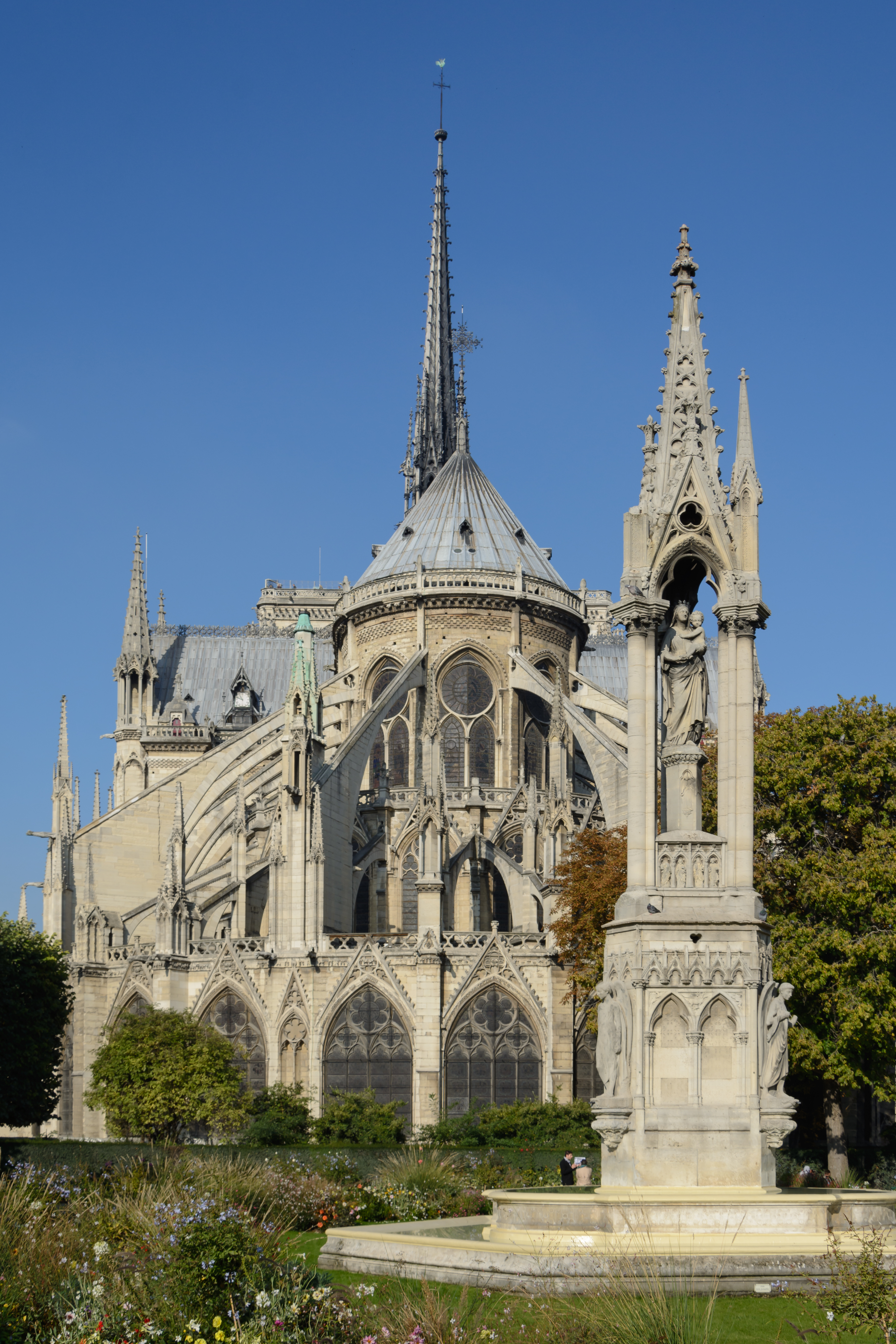
Вид зі сходу
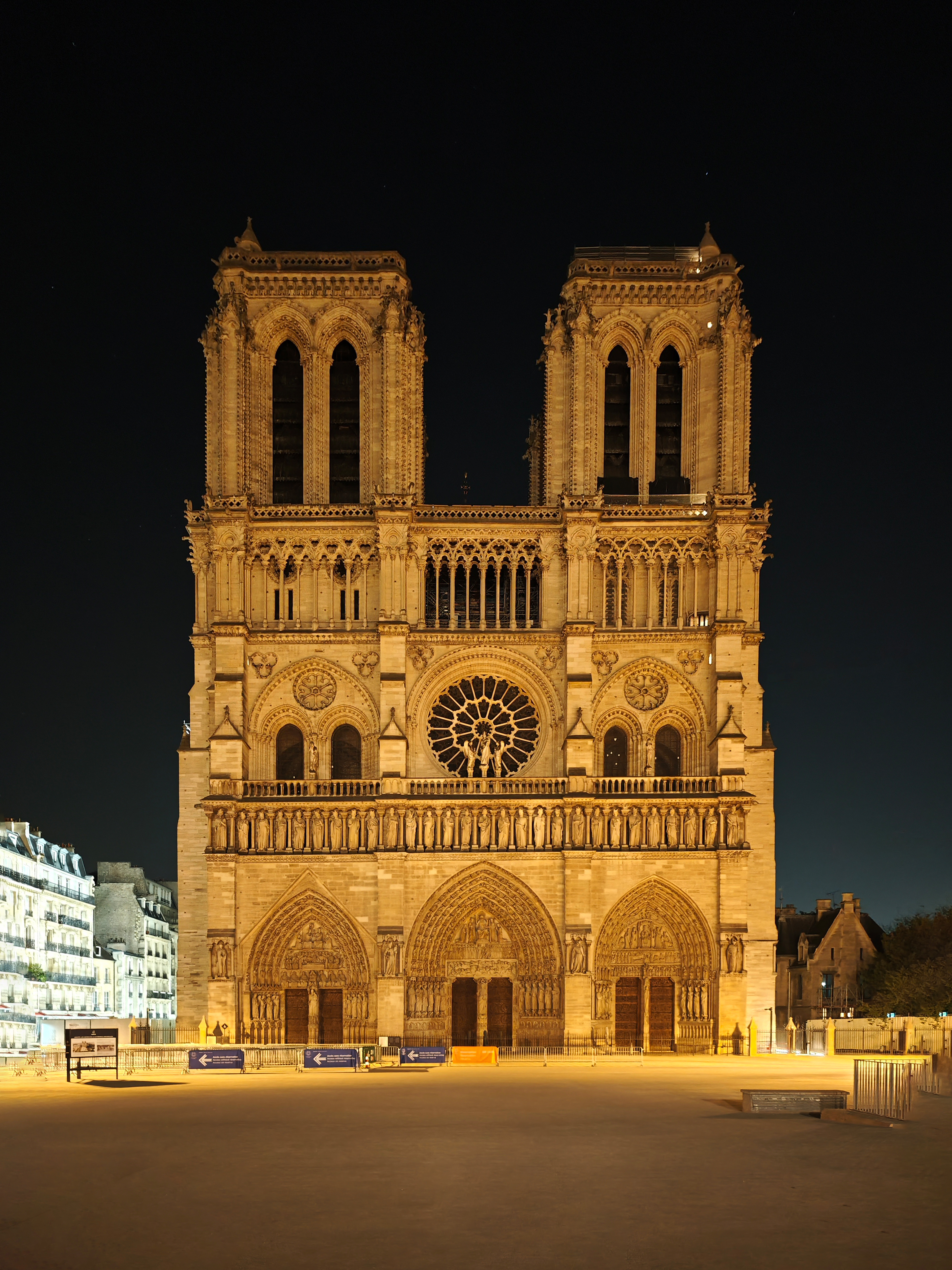
Собор вночі
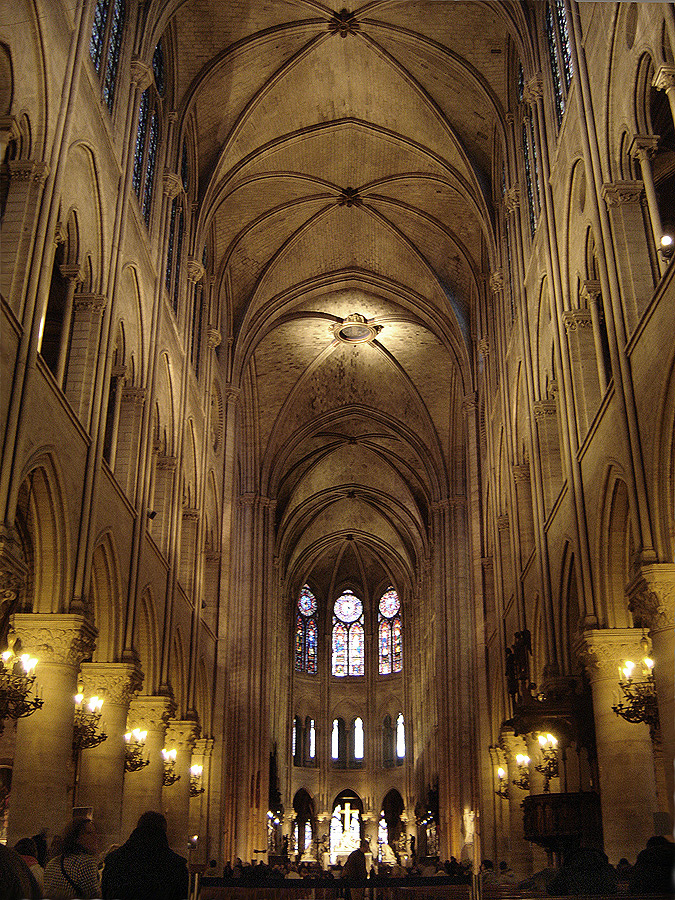
Інтер'єр собору
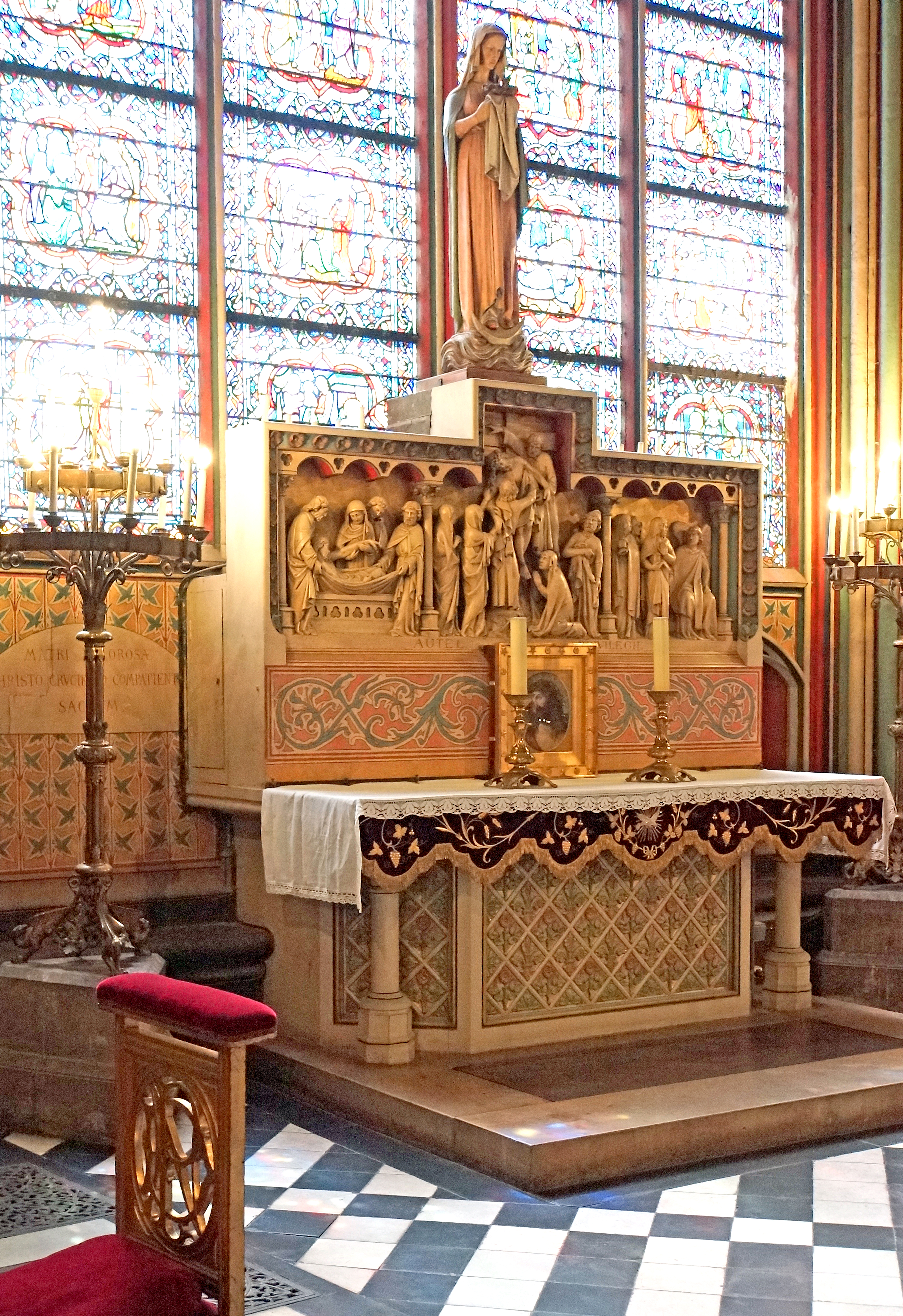
Вівтар
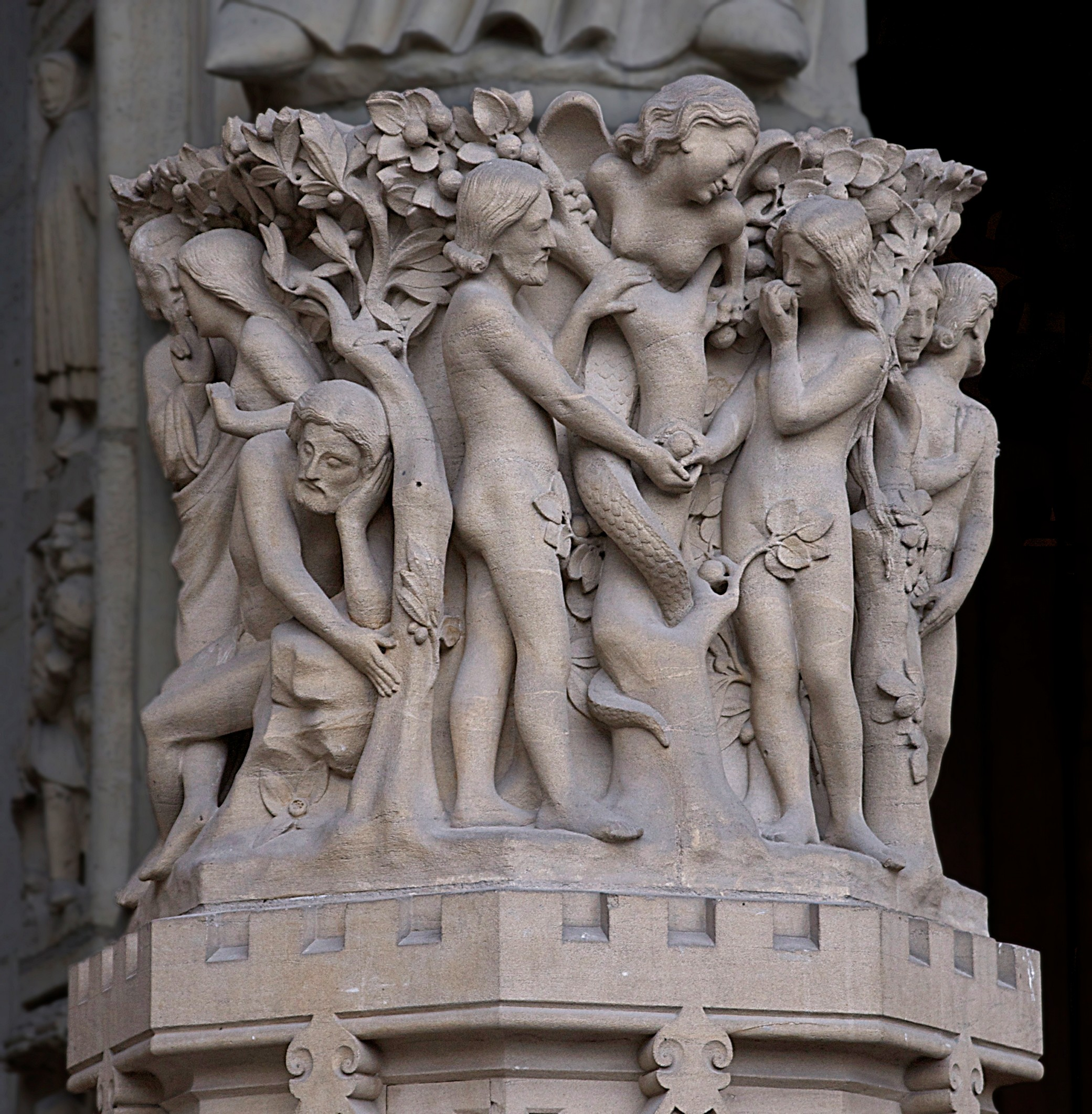
Скульптура «Історія Едемського саду. Спокуса Адама і Єви дияволом».
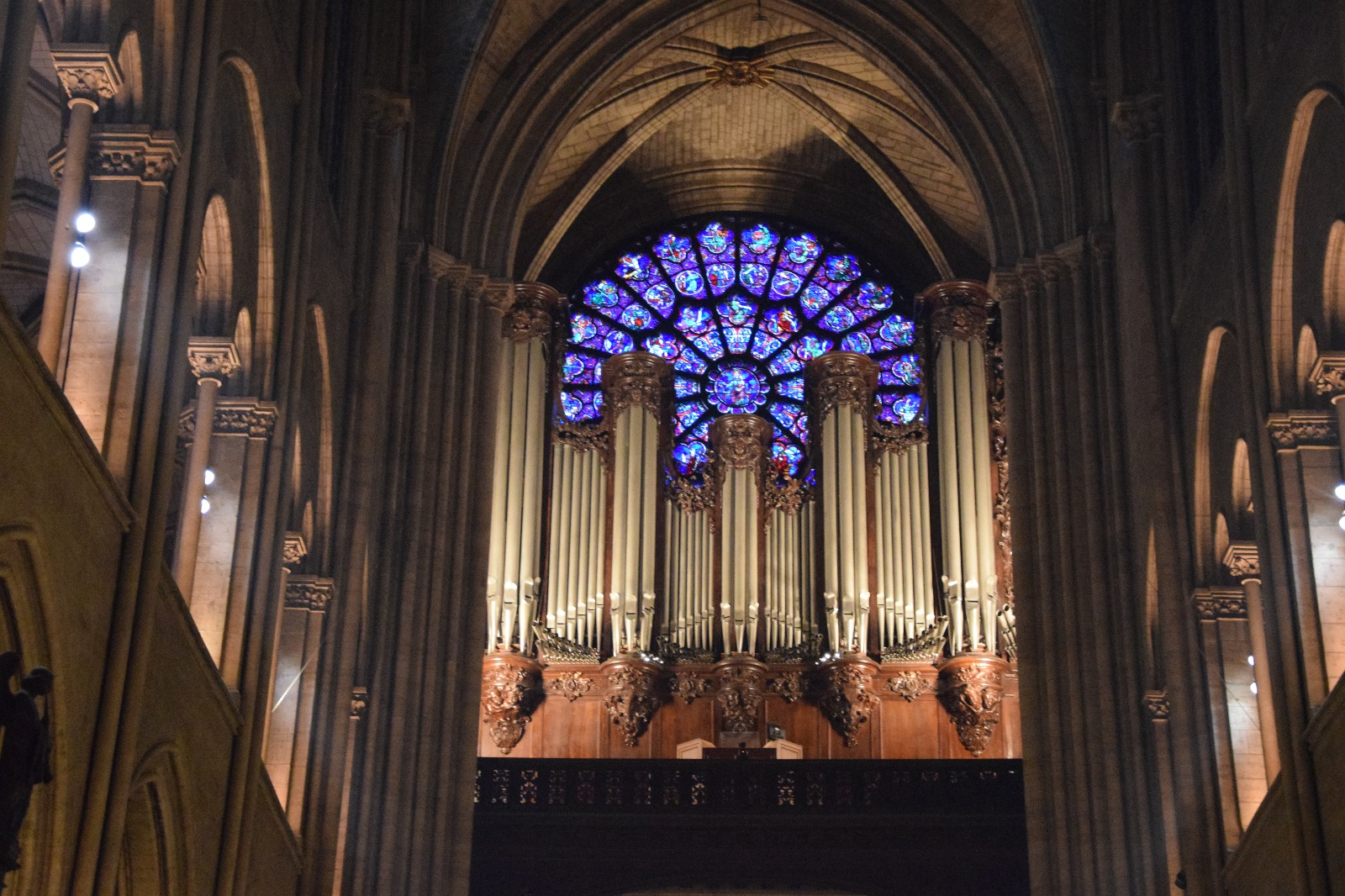
Великий орган собору
Коронація Наполеона 1804 р.
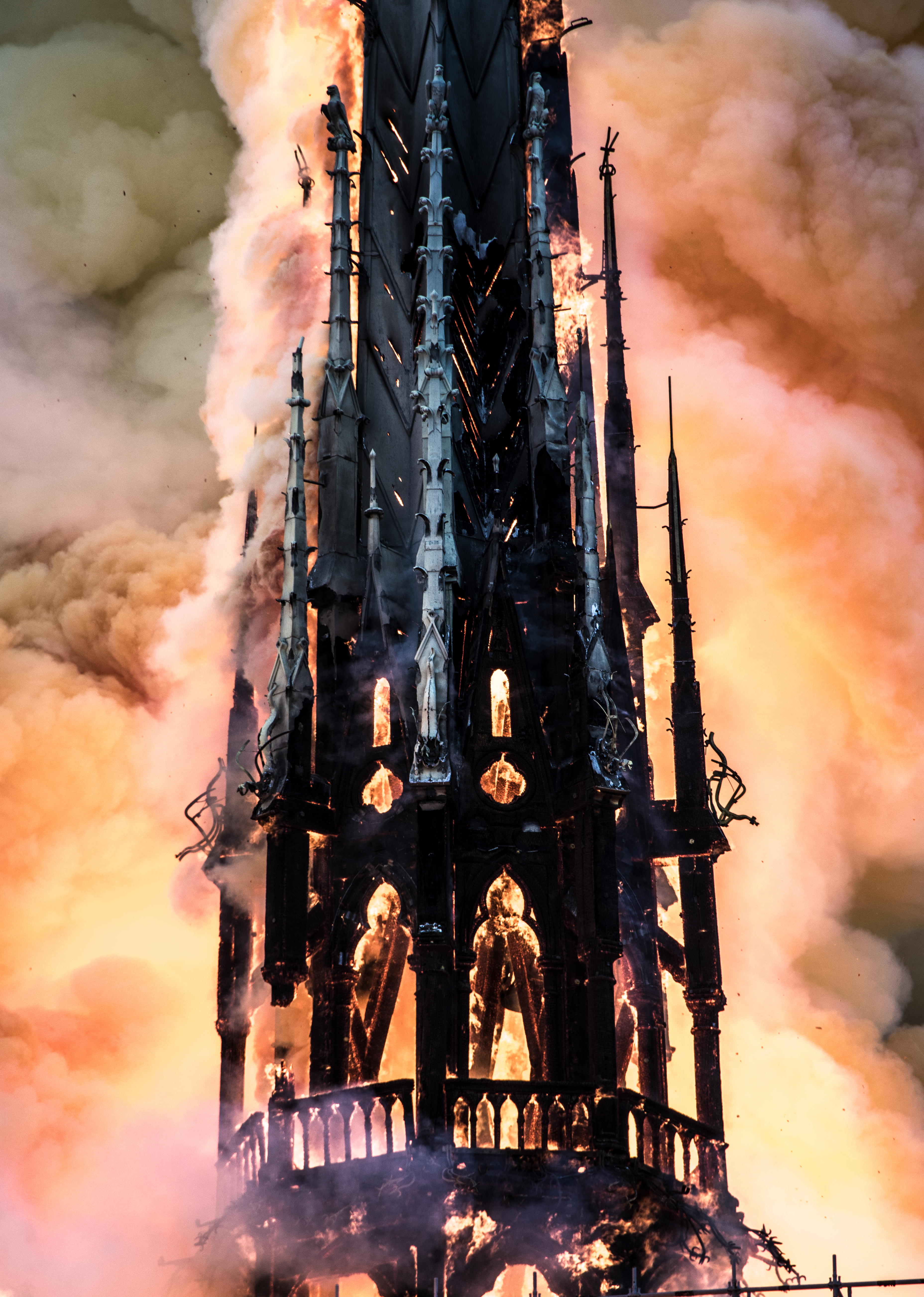
Пожежа 15 квітня 2019 р.

## У мистецтві
- Собор Паризької Богоматері став однією з ключових дійових осіб однойменного роману французького письменника Віктора Гюґо, а за задумом автора — навіть головною дійовою особою. Основні події твору відбуваються поблизу або в стінах Собору, його опису відводиться значна частина роману.
- В романі-антиутопії «Мечеть Паризької Богоматері» Олени Чудинової мусульманські мігранти перетворюють собор на мечеть.
- Володимир Маяковський присвятив собору вірш «Notre-Dame».
- За мотивами роману Віктора Гюґо був створений мюзикл «Нотр-Дам-де-Парі», що став найуспішнішим за перший рік роботи.
- Легенда «Горбун з Нотр-Даму» повністю пов'язана з собором.
- Пожежа в Соборі Паризької Богоматері українського митця Павла Лободи.